# 50–52 High Street (Elgin)

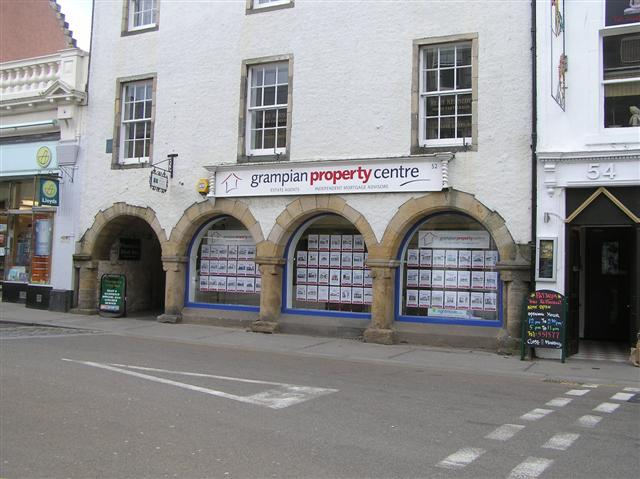
50–52 High Street

Unter der Adresse 50–52 High Street in der schottischen Kleinstadt Elgin in der Council Area Moray befindet sich ein Wohn- und Geschäftsgebäude. 1981 wurde das Bauwerk in die schottischen Denkmallisten in der höchsten Denkmalkategorie A aufgenommen.

## Beschreibung
Das Gebäude steht an der Südseite der High Street im historischen Zentrum Elgins. Das nahegelegene Wohn- und Geschäftshaus 42–46 High Street ist ebenfalls als Kategorie-A-Denkmal klassifiziert. Das Gebäude wurde im Jahre 1694 für den Kaufmann Andrew Ogilvie und dessen Ehefrau Janet Hay errichtet. Ihre Initialen sowie das Baujahr sind am Giebel angegeben.
Die nordexponierte Hauptfassade des Gebäudes ist vier Achsen weit. Seine Fassaden sind mit Harl verputzt, wobei Natursteineinfassung abgesetzt sind. Im Erdgeschoss des dreigeschossigen Gebäudes verläuft eine rundbogige Arkade. Ihre Öffnung sind heute durch flächige Schaufenster verschlossen. Einzig der rechte Bogen ist weiterhin offen. Durch ihn verläuft ein Durchgang zum Innenhof. Die Arkaden sind mit gedrungenen Säulen mit quadratischen Kapitellen ausgeführt. Die zwölfteiligen Sprossenfenster in den Obergeschossen wurden im Laufe des 19. Jahrhunderts erweitert. Das abschließende Satteldach ist straßenseitig mit zwei und rückseitig mit drei Gauben sowie mit Staffelgiebeln ausgeführt.
Um den Innenhof setzt sich ein dreigeschossiger, zwei Achsen weiter Flügel fort. Sein Satteldach ist ebenfalls mit Staffelgiebeln ausgeführt. Ein weiteres zweigeschossiges Gebäude aus dem 17. oder 18. Jahrhundert ist zweigeschossig ausgeführt. Des Weiteren wurde im späteren 19. Jahrhunderts ein Lagergebäude hinzugefügt. Das Mauerwerk des zweigeschossigen und sechs Achsen weiten Gebäudes besteht aus Bruchstein.